# Claude Bouthillier

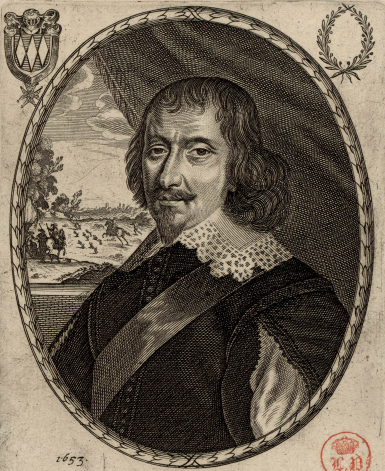
Claude Bouthillier, Sieur de Fouilletourte (1581–1652)

Claude Bouthillier, Sieur de Fouilletourte (* 1581; † 13. März 1652), war ein französischer Politiker und Diplomat. Vom 2. Mai 1629 bis zum 18. März 1632 war er Außenminister, und von Juli 1632 bis 10. Juni 1643 Finanzminister von Frankreich.

## Leben
Claude Bouthillier entstammte einer alten Adelsfamilie aus der Bretagne und arbeitete zunächst als Advokat. Durch einen Freund seines Vaters, einen Generalinspekteur, wurde er am königlichen Hof eingeführt. Er wurde im Jahre 1613 zum Rat im Parlament von Paris berufen und sicherte sich im gleichen Zeitraum das Wohlwollen des Kardinals Richelieu. Dank dessen Vermittlung erlangte Bouthillier 1619 ebenfalls die Stelle eines Staatsrates und wurde Sekretär der Königin-Mutter Maria von Medici. Zehn Jahre später, 1629, erlaubte ihm das gute Auskommen mit Kardinal Richelieu den Aufstieg zum Außenminister. In dieser Funktion führte er vor allem die Verhandlungen mit den Fürstentümern in Norditalien, bevor er die diplomatische Intervention Frankreichs im Dreißigjährigen Krieg (1618–1648) leitete. Auch nach seiner Entlassung als Außenminister kümmerte er sich bis 1640 um die französische Geheimdiplomatie im Deutschen Reich. Als besonders erfolgreich erwies sich das unter Bouthillier unterzeichnete Bündnis mit Herzog Bernhard von Weimar, dessen Truppen schließlich ab 1635 für die französischen Interessen gegen den deutschen Kaiser kämpften.
Bereits zuvor wurde Bouthillier 1632 von König Ludwig XIII. zum Finanzminister ernannt. Dieses Amt teilte er sich zunächst mit Claude de Bullion. Als dieser 1640 verstarb, blieb Bouthillier der einzige Verantwortliche für die Staatsfinanzen, wobei er sich als Reformer hervortat. König Ludwig XIII. schätzte ihn so sehr, dass er ihn in seinem Testament zu einem der Regenten-Räte Frankreichs ernannte. Da Kardinal Richelieu inzwischen ebenfalls verstorben war, fehlte Bouthillier der politische Rückhalt. Im Jahre 1643 fiel er bei der Regentin Anna von Österreich in Ungnade, verlor seine Ämter und zog sich auf sein Gut bei Pont-sur-Seine zurück. Dort verstarb er 1652 im Alter von 71 Jahren.